# Manfred Efinger

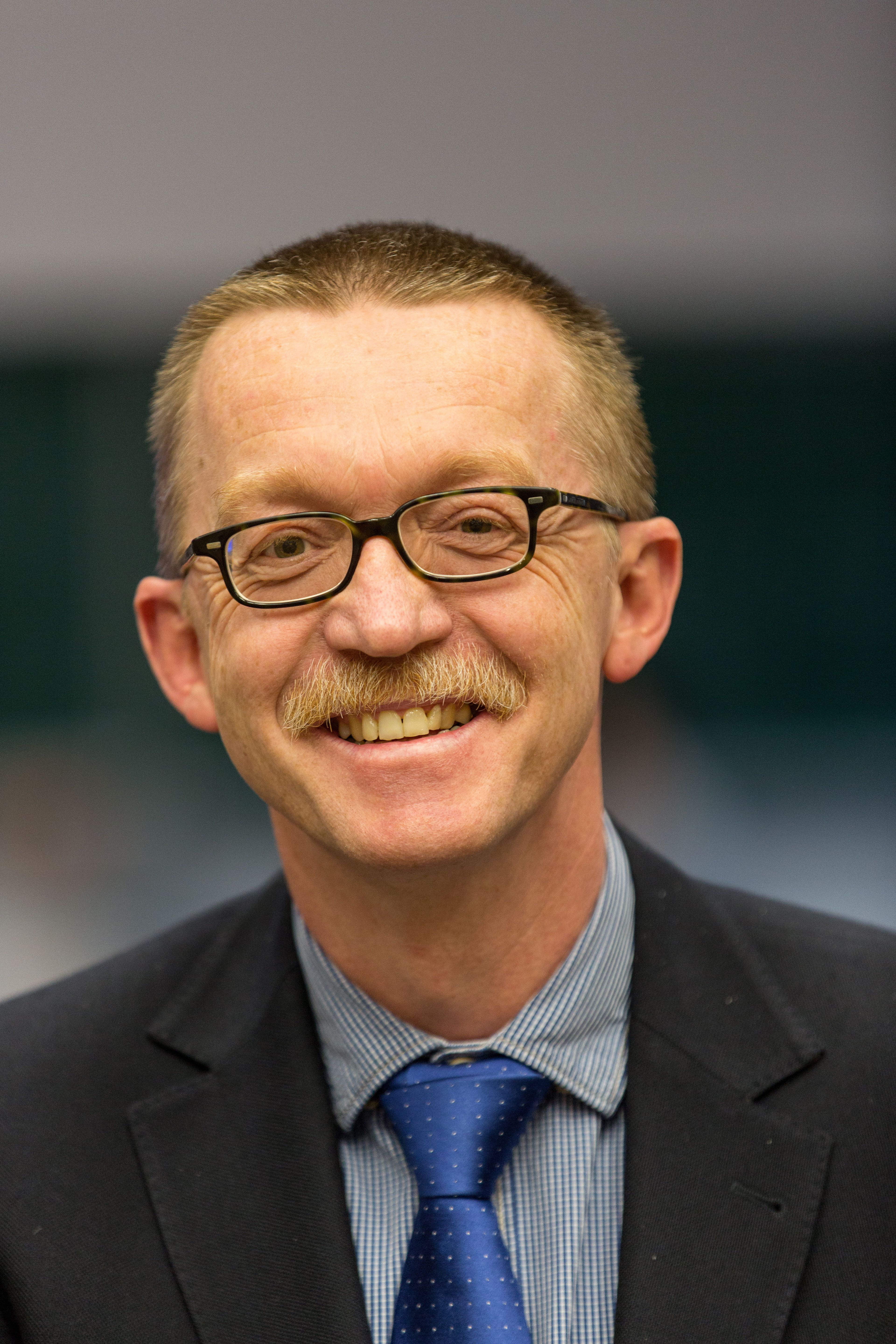
Manfred Efinger (2013)

Manfred Efinger (* 22. März 1959 in Münsingen, Württemberg) ist ein deutscher Wissenschaftsmanager und Politologe.

## Leben
Manfred Efinger besuchte das mathematisch-naturwissenschaftliche Gymnasium seiner Heimatstadt. Nach dem Abitur 1979 leistete er Zivildienst in der Sophienpflege in Tübingen. Anschließend studierte er Politikwissenschaft und Germanistik an der Universität Tübingen. An der Washington University in St. Louis, Missouri verbrachte er 1983/84 einen einjährigen Auslandsaufenthalt, den er mit dem Masterexamen abschloss. 1987 schloss er sein Hauptstudium der Politikwissenschaft und Germanistik an der Universität Tübingen mit dem Ersten Staatsexamen für das Lehramt an Gymnasien ab. Nach seiner Promotion bei Volker Rittberger wechselte er 1991 in die Wissenschaftsverwaltung und war an der Universität Koblenz-Landau in verschiedenen Funktionen tätig. Ab 1994 war er Projektverantwortlicher für sämtliche Baumaßnahmen der Universität. In dieser Zeit war er maßgeblich an der Verlagerung der Universität in Koblenz vom Standort Koblenz-Oberwerth direkt am Rhein an den Standort Koblenz-Metternich, einer ehemaligen Pionierkaserne der Bundeswehr, beteiligt. Ebenso war er am Standort Landau in der Pfalz u. a. für den Neubau der Universitätsbibliothek zuständig.
Im August 2001 wechselte er als Referent ins rheinland-pfälzische Wissenschaftsministerium in Mainz. Ab Februar 2003 war er dort Beauftragter für den Haushalt unter Minister Jürgen Zöllner. In dieser Funktion war er u. a. mit der Entwicklung des Studienkontenmodells, der Weiterentwicklung der parametergestützten Mittelverteilung an die Hochschulen sowie der Orchesterstrukturreform befasst.
Ab Mitte 2004 übernahm er zudem die Leitung des Statistikreferates im Wissenschaftsministerium. Von 2006 bis 2007 war er Vorsitzender des Hochschulstatistikausschusses der Kultusministerkonferenz der Länder.
Von Anfang Juni 2008 bis Ende März 2023 war er Kanzler an der seit 2005 autonomen Technischen Universität Darmstadt. Wesentliche Schwerpunkte der ersten Amtszeit war die Umsetzung der baulichen Entwicklung der TU Darmstadt mit vollständiger Bauverantwortung. Aus den zahlreichen Bauvorhaben ragen insbesondere heraus die Errichtung der neuen Universitäts- und Landesbibliothek (2012, ca. 74 Mio. €) am Campus Stadtmitte sowie der Neubau des Hörsaal- und Medienzentrums (2013, ca. 34 Mio. €) am Campus Lichtwiese. Auch einige unter Denkmalschutz stehende Gebäude wurden in dieser Zeit vollständig saniert und einer neuen Nutzung zugeführt (z. B. Wasserbauhalle (TU Darmstadt) von Ernst Neufert, 2011; Altes Maschinenhaus von Georg Wickop, 2012). Zuletzt stand das Darmstädter Schloss nach fast 15 Jahren vor dem Abschluss der Sanierungsmaßnahmen.
Insgesamt wurden in den Jahren 2008 bis 2022 ca. 750 Mio. € in die Gebäudeinfrastruktur und die Außenanlagen der fünf Campi der Technischen Universität investiert.
Für den Campus Stadtmitte wurde die TU Darmstadt im September 2018 mit dem Sonderpreis des Deutschen Städtebaupreises 2018 ausgezeichnet.
Manfred Efinger hat sich auch intensiv für die Geschichte und insbesondere die Aufarbeitung der NS-Geschichte der TH Darmstadt eingesetzt. Auf seine Initiative richtete das Präsidium der TU Darmstadt 2009 eine entsprechende Kommission unter Leitung von Christof Dipper ein. Zum Abschluss des Projektes „TH im Nationalsozialismus“ wurden u. a. die von Willkürmaßnahmen an der TH Darmstadt Betroffenen postum rehabilitiert.
Im Jahre 2012 wurde zum ersten Mal an einer deutschen Universität eine Betriebsrente für angestellte Professoren etabliert, die eine Gleichbehandlung von verbeamteten und angestellten Professoren nach dem Ausscheiden aus dem aktiven Dienst sicherstellt.
Am 20. November 2013 wurde er von der Universitätsversammlung der TU Darmstadt für eine weitere Amtszeit von sechs Jahren gewählt.
Auf Initiative von Manfred Efinger wurde im Frühjahr 2016 das Kunstforum der TU Darmstadt ins Leben gerufen.
Am 18. Dezember 2019 wurde er von der UV für eine weitere Amtszeit gewählt.
Für die von ihm initiierte Sanierung der Vorstadtmauern wurde er für die Technische Universität Darmstadt am 21. Juli 2022 mit dem Hessischen Denkmalschutzpreis, 2. Preis in der Kategorie Öffentliches Bauen, ausgezeichnet.
Am 18. November 2022 wurde die TU Darmstadt im Rahmen der Verleihung der Corporate Health Awards 2022 mit dem Sonderpreis „Gesunde Hochschule“ ausgezeichnet.
Für das von ihm mitinitiierte Projekt der Regenwasserbewirtschaftung am Campus Lichtwiese wurde am 16. Juli 2023 der Hessische Staatspreis für Architektur und Städteplanung für vorbildliches Bauen 2023 verliehen.
Er ist Mitglied im Deutschen Werkbund.
Efinger ist verheiratet und hat drei Kinder.

## Ehrungen
- 2023: Silberne Verdienstmedaille der Wissenschaftsstadt Darmstadt.[5]

## Schriften
- Milli Bau. Ihre Heimatstadt ist Darmstadt, aber ihr Herz gehört der ganzen Welt, Justus von Liebig Verlag, Darmstadt 2025.
- Wie die Lichtwiese zur "Ambivalenz" kam, in: Schützt Darmstadt, Heft 44, 2024, S. 16–22.
- Eine Weltreisende aus Darmstadt, in: Schützt Darmstadt, Heft 43, 2023, S. 36–41.
- Projekt Alte Stadtmauer, in: Schützt Darmstadt, Heft 41, 2023, S. 9–13.
- Christof Dipper, Manfred Efinger, Isabel Schmidt und Dieter Schott (Hrsg.): Epochenschwelle in der Wissenschaft. Beiträge zu 140 Jahren TH/TU Darmstadt (1877–2017), Darmstadt 2017.
- Bauautonomie und Baukosten. In: Universitäts- und Landesbibliothek Darmstadt und der Technischen Universität Darmstadt (Hrsg.): Neue Mitte(n). Die Bibliotheksneubauten der Technischen Universität Darmstadt. Justus von Liebig Verlag, Darmstadt 2014, ISBN 978-3-87390-351-7, S. 25–30.
- Waldemar Petersen. Athen – Darmstadt – Berlin. Justus von Liebig Verlag, Darmstadt 2014, ISBN 978-3-87390-350-0.
- Mainzer Schachverein. Schachabteilung Schott. 100 Jahre. 1909–2009. Nimmerland, Mainz 2009, ISBN 978-3-00-027041-3.
- Beiträge in: Irmgard Lankenau (Hrsg.): Drei Standorte, zwei Bibliotheken, eine Universität. Architektur und Konzeption der Universitätsbibliotheken in Koblenz und Landau. Knecht, Landau 2002, ISBN 3-930927-70-5 (mit Hermann Saterdag: Zur Geschichte der Universität Koblenz-Landau. S. 25ff.; mit Joachim Ringleb: Bauplanung, Baugeschichte und Bauausführung. S. 55ff.).
- Leistungsbezogene Mittelvergabe: Erfahrungen aus Rheinland-Pfalz am Beispiel der Universität Koblenz-Landau. In: Bulletin der Schweizerischen Akademie der Geistes- und Sozialwissenschaften. 1999, S. 35–37.
- Hochschulcontrolling – weder „Staatskommissariat“ noch „Wundermittel“. In: Wissenschaftsmanagement. 1995, Band 1, Nummer 6, S. 288–294.
- mit Helmut Breitmeier: Zur Theorie und Praxis der Verifikation einer globalen Klimakonvention. Studie im Rahmen des Projekts IKARUS, Teilprojekt 9 (= Internationale Treibhausgasverifikation. 3, ZDB-ID 1127333-1). Forschungszentrum Jülich. Zentralbibliothek, Jülich 1992.
- Vertrauen ist gut, Kontrolle ist besser. Entstehungsbedingungen effektiver Verifikationsvereinbarungen im Politikfeld Sicherheit (= Nomos-Universitätsschriften. Politik. 21). Nomos, Baden-Baden 1991, ISBN 3-7890-2379-5 (Zugleich: Tübingen, Universität, Dissertation, 1990/1991).
- Rüstungssteuerung und Verifikation in der  Zwischenkriegszeit (= Tübinger Arbeitspapiere zur internationalen Politik und Friedensforschung. 16). Arbeitsgruppe Friedensforschung. Institut für Politikwissenschaft. Universität Tübingen, Tübingen 1991, ISBN 3-927604-09-7.
- mit Volker Rittberger, Michael Zürn: Internationale Regime in den Ost-West-Beziehungen. Ein Beitrag zur Erforschung der friedlichen Behandlung internationaler Konflikte (= Internationale Beziehungen. 6). Haag + Herchen, Frankfurt am Main 1988, ISBN 3-89228-205-6.